# Everyday Life (studioalbum av Coldplay)
Everyday Life är det åttonde studioalbumet av det brittiska rockbandet Coldplay. Albumet släpptes den 22 november 2019 och föregicks av singlarna "Orphans" och "Arabesque", samt promotionsinglarna "Everyday Life", "Daddy" och "Champion of The World". Albumet klassas som ett dubbelalbum med två "sidor", en kallad Sunrise och en kallad Sunset, även om skivan bara innehåller en CD. 
Albumet producerades av bland andra Rik Simpson, Daniel Green och Bill Rahko, men även med hjälp av Max Martin.

## Bakgrund
Vissa av låtarna som finns på albumet har, enligt dess producent Daniel Green, rötter innan bandet startade arbetet med deras album Mylo Xyloto. Bland annat skapades en av albumets singlar "Arabesque" under den perioden och var, tillsammans med andra låtar från Everyday Life som också skapades i närtid, menad att bli en del av ett album vid namn The Wedding Album. Coldplay påbörjade arbetet på The Wedding Album efter släppet av Viva La Vida or Death and All His Friends och det var tänkt att bli deras femte album, men det lades senare på hyllan.
Idén och konceptet fanns fortfarande kvar hos bandet och efter släppet av A Head Full of Dreams 2015 och dess kompanjon-EP Kaleidoscope EP 2017 så började bandet jobba på albumet 2018. 
Albumet har kallats Coldplays mest experimentella album hittills och innehåller låtar inspirerade av bland annat gospel, psalmer och jazz.

## Låtlista
| 1. | Sunrise              | 2:31 |
| 2. | Church               | 3:50 |
| 3. | Trouble in Town      | 4:38 |
| 4. | BrokEn               | 2:30 |
| 5. | Daddy                | 4:58 |
| 6. | WOTW / POTP          | 1:16 |
| 7. | Arabesque            | 5:40 |
| 8. | When I Need A Friend | 2:35 |

| 1. | Guns                  | 1:55 |
| 2. | Orphans               | 3:17 |
| 3. | Èkó                   | 2:37 |
| 4. | Cry Cry Cry           | 2:47 |
| 5. | Old Friends           | 2:26 |
| 6. | بنی آدم               | 3:14 |
| 7. | Champion Of The World | 4:17 |
| 8. | Everyday Life         | 4:18 |

| 9. | Flags | 3:36 |